# 折筒苣苔属
折筒苣苔属（学名：Michaelmoelleria）是苦苣苔科下的一个属。

## 下属物种
本属包括以下物种：
- 越南折筒苣苔 Michaelmoelleria vietnamensis F.Wen, Z.B.Xin & T.V.Do[2]